# Giro del Piemonte 1948
Il Giro del Piemonte 1948, trentottesima edizione della corsa, si svolse il 4 novembre 1948 su un percorso di 170 km. Riservato a ciclisti indipendenti e dilettanti di prima e seconda categoria, fu vinto dall'italiano Renzo Soldani, che completò il percorso in 6h14'02", precedendo i connazionali Dino Ottusi ed Andrea Carrea.
La prova fu organizzata dal torinese S.C. Vigor. Sul traguardo di Torino 28 ciclisti portarono a termine la competizione. 

## Ordine d'arrivo (Top 10)
| Pos. | Corridore         | Squadra             | Tempo    |
| ---- | ----------------- | ------------------- | -------- |
| 1    | Renzo Soldani     | A.S. Catena Pistoia | 4h15'00" |
| 2    | Dino Ottusi       | G.S. Marelli        | s.t.     |
| 3    | Andrea Carrea     | G.S. SIOF           | s.t.     |
| 4    | Aldo Tosi         | V.C. Bustese        | a 35"    |
| 5    | Vittorio Seghezzi | S.C. Baracchi       | s.t.     |
| 6    | Rolando Susini    | U.C. Pistoiese      | s.t.     |
| 7    | Elvio Busancano   |                     | s.t.     |
| 8    | Angelo Fumagalli  |                     | s.t.     |
| 9    | Ersilio Dordoni   |                     | s.t.     |
| 10   | Pietro Ferrari    |                     | s.t.     |